# Merlo (ort i Argentina, San Luis)
Merlo är en ort i Argentina.   Den ligger i provinsen San Luis, i den centrala delen av landet, 700 km väster om huvudstaden Buenos Aires. Merlo ligger 863 meter över havet och antalet invånare är 11 159.
Terrängen runt Merlo är varierad, och sluttar västerut. Merlo är det största samhället i trakten. 
Trakten runt Merlo består i huvudsak av gräsmarker. Runt Merlo är det glesbefolkat, med 11 invånare per kvadratkilometer.